# Kék mézbogyó
A kék mézbogyó (Lonicera caerulea) a mácsonyavirágúak (Dipsacales) rendjébe, tartozó loncfélék (Caprifoliaceae) családjában a névadó lonc nemzetség egyik faja.

## Elterjedése
Mérsékelt éghajlatú területeken fordul elő. Észak-Amerikában, illetve Szibériában őshonos. A Távol-Keleten mindenfelé termesztik, különösen népszerű Japánban, ahol hasukappunak hívják.

## Megjelenése
1,5 méter magasra növő bokor. Termése kék, mézédes körülbelül 2 centiméteres bogyó.

## Életmódja
Teljesen fagyálló, igénytelen; gyakorlatilag bármilyen talajon megél. Kiskertekben és edényben is tartható. Termése májusban érik be.

## Felhasználása
Ehető gyümölcse sok C- és sok B-vitamint, valamint antioxidánst (antociánt) tartalmaz. Japánban lekvárt, italt és fagylaltot is készítenek belőle. Látványos termései miatt díszbokornak is ültetik.

## Változatok
- L. caerulea var. altaica Pall.
- L. caerulea var. caerulea — törzsváltozat
- L. caerulea var. cauriana (Fernald) B. Boivin
- L. caerulea var. dependens
- L. caerulea var. edulis Turcz. ex Herder
- L. caerulea var. emphyllocalyx
- L. caerulea var. kamtschatica — kamcsatkai mézbogyó (szibériai mézbogyó, Lonicera kamtschatica) néven sokan önálló fajnak írják le
- L. caerulea var. pallasii
- L. caerulea var. stenantha (Pojark.) Hulten ex Skvortsov
- L. caerulea var. villosa (Michx.) Á. Löve & D. Löve

## Galéria
|  |  |